# Немировский, Павел Эммануилович
Павел Эммануилович Немиро́вский (1916—2005) — советский физик, лауреат Сталинской премии (1953).

## Биография
Родился 7 июня 1916 года в Одессе, сын юриста Эммануила Яковлевича Немировского. Еврей. Окончил Одесский университет (1938). Ученик Г. Бека. В 1938—1941 годах учился в аспирантуре ФИАН (окончил в 1945 году).
В 1941—1945 годах служил в РККА, участник Великой Отечественной войны (340 сд (связист), 237 сд (переводчик)), старший инженер-лейтенант. Служил также диктором окопной звуковой установки. Член ВКП(б) с 1946 года. 
С 1947 года работал в Лаборатории № 2 АН СССР (Институт атомной энергии имени И. В. Курчатова), в 1962—1976 годах зав. лабораторией, с 1976 года старший научный сотрудник.
Доктор физико-математических наук (1957), профессор (1964). Докторская диссертация:
- Теория рассеяния нейтронов ядрами : диссертация ... доктора физико-математических наук : 01.00.00. - Москва, 1956. - 135 с. : ил.

Научные интересы — физика атомного ядра, теория ядерных реакторов.
Впервые получил сечение образования пар гамма-квантами в поле электрона с учетом принципа Паули, дал объяснение больших сечений аннигиляции антипротонов на ядрах и рассмотрел границы нейтронной устойчивости ядер.
Исследовал металлическое отражение ультрахолодных нейтронов (совместно с И. И. Гуревичем). Доказал, что сечения аннигиляции антипротон-протон существенно больше сечений рассеяния (вместе с Ю. П. Елагиным).
Участник советского атомного проекта, выполнил работы по радиационной защите, отравлению и зашлаковыванию реакторов, первые расчеты реакторов на обогащенном уране.
Умер 31 января 2005 года. 

## Награды и премии
- Сталинская премия второй степени (1953) — за расчётные и экспериментальные работы по созданию реакторов для производства трития
- медаль «За боевые заслуги» (21.6.1944)
- медаль «За отвагу» (4.6.1945)
- медаль «За победу над Германией в Великой Отечественной войне 1941—1945 гг.»,
- орден Отечественной войны II степени (6.11.1985)
- Современные модели атомного ядра [Текст]. - Москва : Атомиздат, 1960. - 302 с. : черт.; 23 см.
- Теория полупрозрачного ядра с размытым краем [Текст] / П. Э. Немировский. - Москва : [б. и.], 1955. - 18 с. : граф.; 22 см. - (Доклады, представленные СССР на Международную конференцию по мирному использованию атомной энергии; 36).
- Энергия парных корреляций в ядрах [Текст] / Институт атомной энергии имени И. Э. Курчатова. - Москва : [б. и.], 1975. - 24 с. : табл.; 29 см.